# 西之表市立榕城小学校
西之表市立榕城小学校（にしのおもてしりつ ようじょうしょうがっこう）は鹿児島県西之表市西之表にある市立の小学校である。

## 沿革
- 1857年（安政 4年） - 島主久尚城内に記録所を設け、府元士族子弟を集め、経学を教える。(4月)
- 1872年（明治 5年） - 変則小学校[注釈 1]を旧城館跡に設け、漢字・数字・洋学を教える。(8月)
- 1873年（明治 6年） - 第73分郷校設立され、島内各地に分校をおく。(5月)
- 1876年（明治 9年） - 女子生を本源寺南の地にて教育する。本校開校(9月4日)
- 1877年（明治10年） - 西南戦争のため休業する。正則小学校[注釈 1]から分離する。
- 1878年（明治11年） - 授業を開始する。(11月)
- 1884年（明治17年） - 西町慈恩寺跡の春日小学校を合併する。
- 1887年（明治20年） - 西之表高等尋常小学校と改称する。
- 1892年（明治25年） - 榕城尋常高等学校と改称する。
- 1901年（明治34年） - 女子榕城尋常高等小学校分離する。
- 1914年（大正 3年） - 女子榕城下西、上西合併する。
- 1920年（大正 9年） - 下西分教場を廃止し下西尋常小学校独立する。
- 1931年（昭和 6年） - 女子部校舎、男子部校舎を合併する。
- 1937年（昭和12年） - 宝永山に塾を開き塾教育を行う。
- 1940年（昭和15年） - 上西分教場を廃止し、上西小学校独立する。
- 1944年（昭和19年） - 空襲激しく、3年以上児童を大口へ疎開させる。
- 1947年（昭和22年） - 6・3・3制施行され、高等科を廃止し、榕城中学校へ移す。
- 1948年（昭和23年） - 給食室を作り、給食を開始する。
- 1952年（昭和27年） - 馬毛島に分校を設ける。
- 1956年（昭和31年） - 創立80周年記念行事式典を挙行する。
- 1962年（昭和37年） - 特殊学級を設置する。
- 1963年（昭和38年） - 馬毛島分校が独立し、馬毛島小学校となる。
- 1969年（昭和44年） - 本校自営製パン工場を廃止する。
- 1974年（昭和49年） - 教育機器・教科担任制(5・6年教科担任制の実施)の研究指定校の指定を受ける。
- 1976年（昭和51年） - 文部省特殊教育教育課程研究協力校の指定を受ける。創立100周年記念式を挙行する。
- 1977年（昭和52年） - 創立100周年記念事業(「亡き師亡き友の碑」「希望を天の星につなげ」記念碑の健立)を行う。
- 1991年（平成 3年） - プール竣工式典・プール開きを行う。(6月)創立115周年記念式典を行う。(9月)
- 1992年（平成 4年） - 地区生活科研究指定校研究公開を行う。(11月)
- 1997年（平成 9年） - 創立120周年記念事業(緑陰読書施設、記念誌)を行う。
- 1998年（平成10年） - 県学校保健研究協議会にて保健モデルスクールとして発表する。(1月)市研究協力校(道徳)研究公開を行う。(2月)
- 1999年（平成11年） - 市教育課程研究協力校(総合的な学習の時間)の指定を受ける。(4月)地区レッツ・ビギン！英語に親しむデイリーライフ事業を開始する。(9月)
- 2000年（平成12年） - 地区教育課程研究協力校の指定を受ける。
- 2001年（平成13年） - 新校舎・屋内運動場竣工式を行う。(3月)
- 2005年（平成17年） - 文部科学省学力向上拠点形成事業研究推進校の指定を受ける。(4月)市PTA活動研究委嘱公開を行う。(12月)
- 2006年（平成18年） - 創立130周年記念講演会を行う。(2月)
- 2007年（平成19年） - 文部科学省学力向上拠点形成事業研究公開(最終年次)を行う。(2月)
- 2008年（平成20年） - ねんりんピック2008かごしま「1校1県運動交流協力校」に指定され、滋賀県選手団を応援する。(10月)

## 通学区域
- 西之表市西之表の全域。